# Agostinho Lay

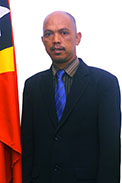
Agostinho Lay

Agostinho Lay (* 5. Mai 1975 in Hatulia, Portugiesisch-Timor) ist ein Politiker aus Osttimor und Mitglied der Partei Congresso Nacional da Reconstrução Timorense (CNRT).
Von 2012 bis 2017 war Lay Abgeordneter des Nationalparlaments Osttimors. Zuvor war er Beamter in Ermera. Bei den Wahlen 2017 stand Lay nur noch als Ersatzkandidat auf der Wahlliste des CNRT auf Platz 88 und schied damit aus dem Parlament aus.